# Volkswind
Die Volkswind GmbH entwickelt, finanziert, baut und betreibt Windenergieanlagen.
Volkswind agiert sowohl als Entwickler als auch als unabhängiger Produzent elektrischer Energie (IPP) und ist mit mehr als 40 Windfarmen einer der größten Betreiber von Windenergieanlagen in Deutschland.
Das Unternehmen wurde 1993 von den ehemaligen Enercon-Mitarbeitern Martin Daubner und Matthias Stommel gegründet. Der Hauptstandort der Volkswind befindet sich in Ganderkesee, Deutschland, außerdem befinden sich Filialen in Frankreich, England, Polen, Bulgarien und den USA. Volkswind wurde 2015 von dem schweizerischen Energieversorger Axpo erworben.

## Geschichte und Meilensteine
Die Gründung von Volkswind und Installation der ersten Windenergieanlage mit einer Kapazität von 500 kW erfolgte 1993.
1998 erfolgt der Bau der bis dato weltweit größten Windenergieanlage mit einer Leistung von 4,5 MW (Model: Enercon E 112 mit einer Höhe von 124 m und einem Rotordurchmesser von 112 m).
Bis 2001 hatte das Unternehmen mehr als 50 MW installierte Leistung.
2002 erste ausländische Aktivität mit Gründung der Tochtergesellschaft in Paris, Frankreich. Weitere Töchter ab 2015:
in Gollnow, Polen,
in Manchester, Großbritannien und gleichzeitig Bau der bis dato weltweit höchsten Windenergieanlage (Modell V90 von Vestas  mit einer Höhe von 125 m) im Windpark Egeln-Nord
2006 erfolgte die Entwicklung des bis dato größten Windparks in Frankreich mit einer Leistung von 60 MW.
Das Unternehmen eröffnet 2007 seinen neuen Hauptsitzes in Ganderkesee und gründet eine bulgarische Tochtergesellschaft in Varna
gefolgt 2008 von der Gründung der Tochtergesellschaften in Portland, USA.
2009 erfolgte die Inbetriebnahme von fast 100 MW an Windenergieleistung in Deutschland und Frankreich mit diversen Windenergieanlagen-Herstellern: Siemens, Enercon, Vestas, Fuhrländer; das Unternehmen verfügt über mehr als 500 MW installierte Leistung. 2010 erfolgte die Inbetriebnahme des ersten Windparks im Wald.
Im Juli 2015 erfolgte der Verkauf des Unternehmens an Axpo – zu diesem Zeitpunkt betreibt Volkswind insgesamt 29 in Betrieb stehende Windparks mit einer Gesamtleistung von 145 Megawatt (MW) und erwirbt eine bedeutende Projektpipeline in Frankreich und Deutschland. Davon hatten 460 MW eine Baugenehmigung, weitere 2'740 MW befanden sich in verschiedenen Entwicklungsstadien.